# Jan Michał Sołłohub (zm. 1748)
Jan Michał Sołłohub herbu Prawdzic (ur. ok. 1675, zm. 8 maja 1748) – wojewoda brzeskolitewski (1746–1748), podskarbi wielki litewski (1731–1746), łowczy wielki litewski (1724–1731), marszałek Trybunału Głównego Wielkiego Księstwa Litewskiego w 1730 i 1747 roku, brygadier wojsk litewskich, podkomorzy gostyninski, starosta jezierzyski i przeroslaski.

## Życiorys
Był młodszym synem Hieronima i Katarzyny Anny Grothusówny.
Wyróżnił się w nocnym ataku na Tryszki w 1701 roku, podczas którego dowodził jako namiestnik chorągwią husarską Ogińskiego i został raniony. Potem w dragonii litewskiej dosłużył się stopnia porucznika. Stacjonował Jan Michał w Koronie, m.in. w ziemi gostyńskiej, gdzie poznał swą przyszłą żonę Helenę z Szamowskich. Zawarty w 1706 roku ślub z Szamowską, pamiętnikarz M. Matuszewicz uznał za początek kariery Sołłohuba.

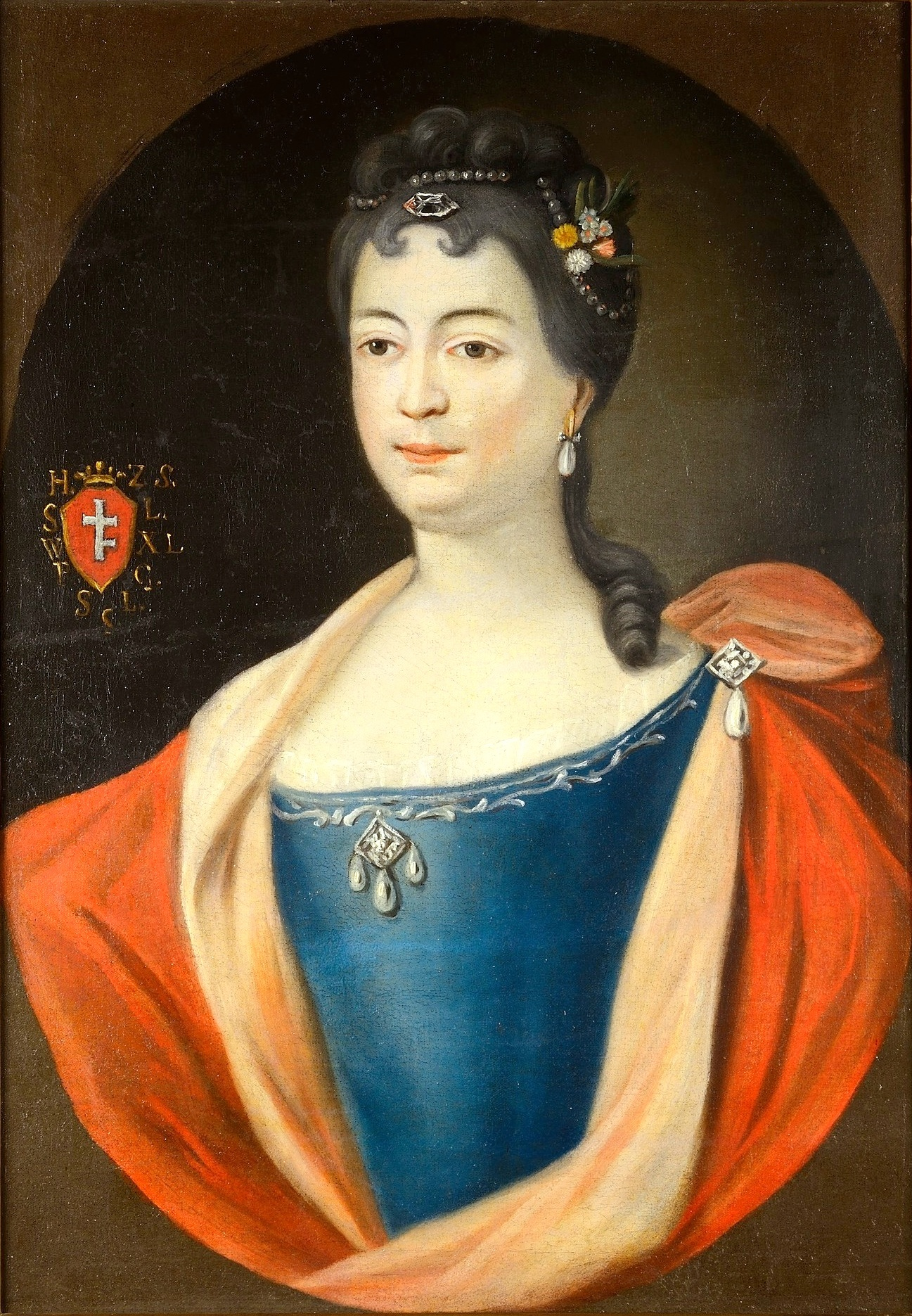
Helena z Szamowskich

Już 25 maja 1708 Sołłohub stał po stronie Stanisława Leszczyńskiego, tegoż dnia epizodycznie wystąpił w randze z urzędem podstolego rzeczyckiego. Wziął udział w bitwie z siłami rosyjskimi pod Nakwaszą w 1709 roku. W 1710 r. stał na czele samodzielnego oddziału, który na sejmie 1713 r. został połączony z regimentem gen. Michała Brandta.
Dnia 13 września 1717 pełnił funkcję marszałka sejmiku deputackiego w Łęczycy i został na nim obrany deputatem Trybunał Koronny. Wybrano go ponownie w 1718 r., lecz sejmik został oprotestowany. W październiku 1721 został komisarzem ze Żmudzi do Tryb. Skarbowego.  Z tego okresu pochodzą pierwsze ślady licznych powiązań Sołłohuba z czołowymi rodami magnackimi, które wyzyskiwał do celów majątkowych. Najkorzystniej związanie się z dworskim faworytem Stanisławem Poniatowskim. Dzięki jego poparciu w 1722 roku uzyskał Sołłohub podkomorstwo gostyńskie i gdy część miejscowej szlachty próbowała nie dopuścić go do przysięgi na urząd, zastraszył ich swoim regimentem, tak iż musieli odstąpić. W marcu 1724 roku został mianowany łowczym wielkim, przy tym zachowując podkomorstwo gostyńskie. Poseł ziemi gostynińskiej na sejm tego samego roku. Po śmierci pierwszej żony Heleny, ożenił się Konstancją z Krypszinów-Kirszenszteinów, córką wojewody witebskiego Andrzeja Kazimierza. Ożenek z przedstawicielką wpływowego rodu na Żmudzi rodu, umocnił jego pozycję na tym terenie. Z inspiracji radziwiłłowskiej przygotowano manifest w którym zarzucono mu, że „od wieku” nie bywał na sejmikach w Brześciu Litewskim, nie był  nigdy tutejszym posesjonatem, a został wybrany pod naciskiem swego regimentu stacjonującego w pobliskim starostwie kamienieckim. Protest nie został uwzględniony, a Sołłohub bez sprzeciwów uzyskał funkcję marszałka Trybunału Litewskiego. Dnia 9 grudnia kupił od Poniatowskiego podskarbiostwo litewskie za sumę 400 tysięcy złp.
Był członkiem konfederacji generalnej zawiązanej 27 kwietnia 1733 roku na sejmie konwokacyjnym, a elekcję Leszczyńskiego we wrześniu tego roku podpisał ze Żmudzią. Po wkroczeniu wojsk rosyjskich interweniujących przeciwko Leszczyńskiemu wyjechał do Prus Książęcych. Konfederaci litewscy zawiązali w Wilnie związek generalny w obronie króla Stanisława, wezwali senatorów i ministrów, a imiennie jedynie Sołłohuba, do złożenia przysięgi na konfederację. Jan Michał utrzymywał kontakty z konfederatami, zawiadomił ich m.in. o zamiarze Leszczyńskiego przbycia do Rzpltej z Prus Książecych, gdzie znalazł on schronienie po upadku Gdańska. Przebywając w Królewcu uczestniczył w sesjach rezydujących przy królu Stanisławie, był zwolennikiem konfederacji dzikowskiej. Dnia 30 lipca 1735 podpisał manifest przeciw zwołaniu sejmu pacyfikacyjnego przez stronnictwo saskie. Swój pobyt wykorzystał nadto dla korzystnych transakcji majątkowych. Udzielał pożyczek przebywającym w Królewcu magnatom, a w zamian brał w zastaw ich dobra. Przy Leszczyńskim wytrwał do roku następnego. W towarzystwie woj. lubelskiego Jana Tarły udał się do Warszawy i 8 lutego 1736 na prywatnej audiencji uznał Augusta III, a następnie na sejmie pacyfikacyjnym tego roku podpisał dyplomy elekcji.
10 lipca 1737 roku podpisał we Wschowie konkordat ze Stolicą Apostolską. W kwietniu 1737 roku, zachęcał starostę mereckiego Antoniego Kazimierza Sapiehę do przybicia na początek Trybunału do Wilna, aby przeciwstawić się obsadzeniu urzędu pisarza ziemskiego wileński przez hetmana Wiśniowieckiego, „żeby jakowego nie posadził bałwana, przez co by zawód cała prowincja miała”. 22 maja 1738 roku na obradach komisji grodzieńskiej wspólnie z wojewodą mścisławskim Michałem Massalskim był autorem pomysłów wymierzonych w dobra neuburskie i interesy domu radziwiłłowskiego, chciał w ten sposób uniknąć zwiększenia wypłat ze skarbu litewskiego, którzy zgromadzeni komisarze zamierzali obciążyć dodatkową sumą 100 tysięcy złp. Starał się o wprowadzenie do instrukcji żmudzkiej punktów wymierzonych w aspiracje Jerzego Flemminga do generalstwa artylerii litewskiej, a jego kandydaturę do poselstwa zwalczał na sejmiku w Grodnie.
Dnia 20 października 1741 roku wraz z synem Antonim uczestniczył w incydencie podczas sesji Trybunału w Mińsku, kiedy to uzbrojeni stronnicy Sapiehów wpadki do sali sądowej, by bronić marszałka Massalskiego przed grożącymi mu szablami zwolennikami Radziwiłłów. Mimo pomocy okazywanej Sapiehom, Sołłohub nie chciał zrywać poprawnych relacji z Radziwiłłami. Łączyły go z nimi liczne interesy majątkowe, a ponadto potrzebował ich protekcji w toczącej się w Rzymie sprawie rozwodowej z Konstancją. W maju 1742 roku brał udział we wschowskiej radzie senatu, na której uzyskał kasztelanie żmudzką dla syna Józefa. Po śmierci Józefa Scipiona otrzymał w 1743 roku chorągiew petyhorską w armii litewskiej.
W drugiej połowie 1743 roku upomniał się o dokumenty z archiwum carskiego, dotyczące swego hrabstwa hory-horeckiego (Hory-Horki), poprzez posła Ignacego Ogińskiego (dobra te były przez pewien czas w posiadaniu faworyta cara Piotra I, hrabiego A. Mienszykowa). W Petersburgu przypomniano sobie przy okazji o dawnych roszczeniach Mienszykowa do sapieżyńskiej Dubrowny, dzierżawionej przez Sołłohuba. Podkanclerzy A. Bestużew zaproponował mu, aby w zamian za przekazanie hrabstwa dubrowieńskiego uznał i zaspokoił pretensje skarbu carskiego na sumę 555 700 talarów bitych (4 445 600 złp.). Jednocześnie rosyjski wysłannik płk. N. Potiomkin zagroził, że ma rozkaz zajęcia hrabstwa siłami trzech pułków. Sołłohub nie przyjął oferty Bestużewa, nie wdając się nawet w roztrząsanie zasadniczości roszczeń, podkreślił nienaruszalność wyroków trybunalskich przysądzających Dubrownę Sapiehom, zaalarmował ponadto hetmanów litewskich o niebezpieczeństwie wkroczenia Rosjan i prosił ich o interwencje u króla. Zdecydowana postawa przyczyniła się do wyciszenia sprawy. Dnia 20 kwietnia 1744 roku wziął udział w wileńskiej inauguracji Tryb. Lit. i dopomógł w wyborze na marszałka starostę luboszańskiego Jerzego Radziwiłła. Z jego siostrą Brygidą Petronelą ożenił we wrześniu tego roku syna Antoniego.
Przed sejmem warszawskim 1746 roku, powołując się na zagrożenie Rzeczpospolitej w ogarniętej wojną Europie, zadeklarował poparcie dla aukcji wojska i obiecał, że jego klienci wesprą na sejmie tę ideę. Postanowił również dawać o 100 tys. złp. więcej ze skarbu litewskiego na potrzeby zwiększenia armii. Owa donacja nie była częścią układu z J. Flemmingiem, któremu sprzedał urząd podskarbiego litewskiego. Niewątpliwie Sołłohub czerpał krocie z podskarbiostwa. Miał obowiązek wpłacać do skarbu 200 tys. złp., a M. Skibiński podał, że dochody z ceł litewskich przynosiły aż 1 028 666 złp. rocznie. W zamian za zrzeczenie się podskarbiostwa Sołłohub 24 listopada 1746 roku otrzymał województwo brzeskie. Podczas sejmu tego roku uzgodniono w zakulisowych rozmowach jego kandydaturę do laski trybunalskiej w roku następnym. W 1747 roku po raz drugi został marszałkiem Trybunału Litewskiego. Wydał przepisy porządkowe, które miały obowiązywać w Wilnie i Mińsku podczas trwania sądów.
Został pochowany 5 maja 1749 roku w kościele Jezuitów w Mińsku.

## Majątek

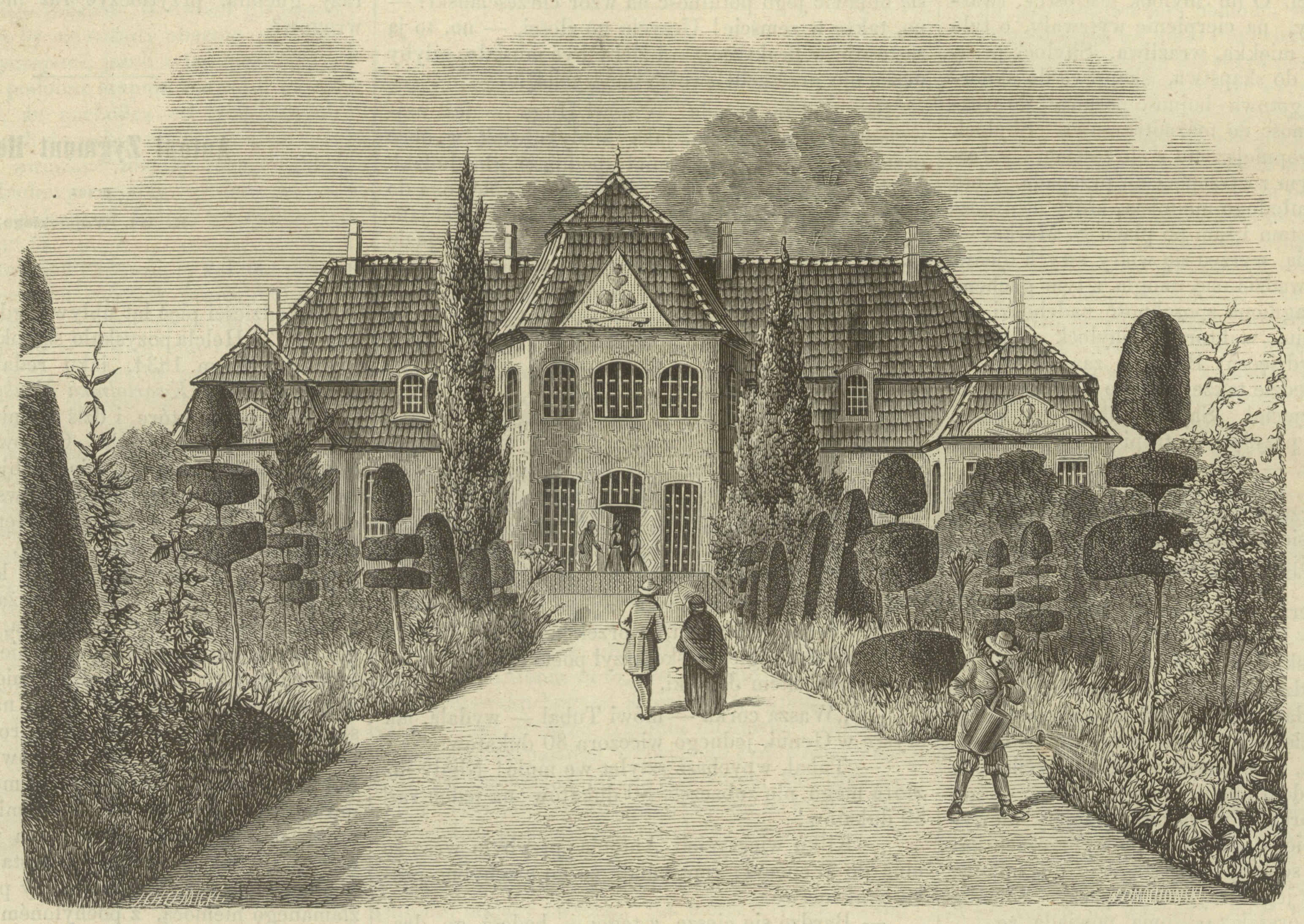
Pałac Sołłohubów w Waszkiewiczach

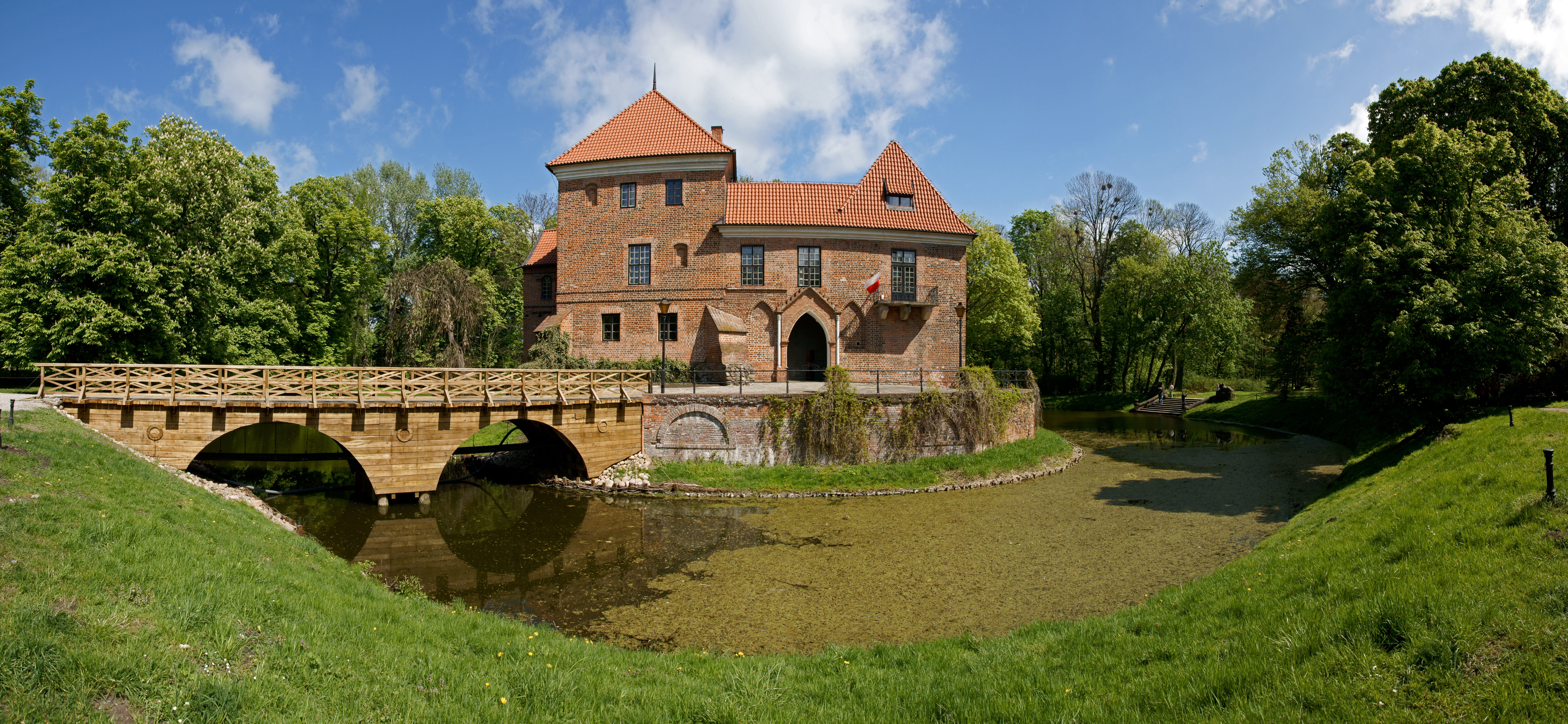
Zamek w Oporowie

Jego ojciec był cześnikiem kowieńskim, posiadał wsie Konstantynowo alias Lasy oraz Rowciszyście, w 1690 roku otrzymał dwie wioski królewskie Dawidze i Łowmiany. Nie wiadomo jakie dobra odziedziczył Sołłohub po ojcu. W czerwcu 1744 roku chwalił się, iż ma ponad milion złp. rocznego dochodu. Synom pozostawił m.in. następujące hrabstwa, miasta i wsie:
- hrabstwo Turowskie (pow. piński)[8]
- hrabstwo iwienieckie (woj. mińskie)[9]
- hrabstwo ilskie (woj. mińskie)[10]
- hrabstwo hory-horki (pow. orszański)[11]
- dobra Waszkiewicze (pow. lidzki), składające się ze wsi: Honczary, Drozdowa, Mosiewicze, Ogrodniki, Kazanów, Hancewicze, Suprowszczyzna oraz Nowosady
- hrabstwo Starzynki (woj. mińskie), późniejsza część hrabstwa iwenieckiego
- hrabstwo Bejsagoła (na Żmudzi)
- hrabstwo Siderka (pow. grodzieński)

W Koronie posiadał:
- Ktery, Zieleniewo i Osędowice, wniesione w posagu żony Heleny Szamowskiej.
- Dobrzyków i Wolę Paczyńską, kupione w 1721 roku (ziemia gostyńska)
- Oporów wraz z zamkiem Oporowskim, Oporówek, Jastrzębie, nabyte w 1725 roku (pow. Orłowski)

Miał nadto pałac w Wilnie, dwory w Grodnie (wraz z jurdyką) i na Wielopolu w Warszawie. 
Jego dochody pomnażały liczne dzierżawy. W 1728 roku przejął spod zastawu J. Matuszkiewicza dobra Jelna, hetmana Pocieja. Wydzierżawił w latach 1738/9 Dąbrownę od Sapiehów i Potockich, co wg. J. S. Sapiehy dla właścieli było bardzo niebezpieczne, bo Sołłohub miał „niepomiarkowany do tego hrabstwa apetyt”. Sapiehowie oddali mu w 1741 roku Czereję, a w 1744 Łunnę i Wolę. Trzymał także dobra radziwiłłowskie: Bielicę, Lipcziną, Dokudów oraz Dawidgródek. Pozostawione przez niego zastawy wynosiły łącznie 782 051 złp., poza tym dłużnicy byli mu winni 68 916 złp. Jego synowie dopominali się jeszcze w Królewcu o 40 tys. złp. za towary zarekwirowane po jego śmierci jako rekompensatę za długi Sapiehów. O zasobach finansowych świadczy fakt starania się na przełomie lat 1747/8 o kupno dużych dóbr szkłowskich od woj. Ruskiego Augusta Czartoryskiego. Sumę 22 mln złp. uznał za przewyższające jego możliwości finansowe, zrezygnował również z powodu niezdecydowania Czartoryskiego i braku wystarczających danych o dochodowości Szkłowa. Własność Sołłohuba uzupełniały królewszczyzny. Od Stanisława Leszczyńskiego otrzymał w 1708 dzierżawę Mergutroki. W 1713 brat Adam Kazimierz scedował mu wsie: Łowmiany, Dawidzany i Dulby (na Żmudzi).

## Życie prywatne
Jan Michał Sołłohub, był trzykrotnie żonaty. Z pierwszej żony Heleny z Szamowskich, córki kasztelnica Stanisława i Anny z Stamirowskich h. Półkozic, pozostawił jedyne potomstwo: Józefa wojewodę witebskiego, Antoniego generała artylerii litewskiej, Katarzynę zakonnice i Annę, zamężną za Tomasza Szczawińskiego podkomorzego gostyńskiego. Helena zmarła w młodym wieku w 1727 roku, została pochowana pod ołtarzem głównym w Kościele św. Marcina w Oporowie.
Okoliczności konkurów barwnie opisał w „Pamiętnikach” M. Matuszewicz:

W ten właśnie sposób postąpił Sołłohub. Podał kielich Helenie, a ta upiła parę kropli trunku. Uszczęśliwiony porucznik, pewien już teraz wzajemności Heleny, wychylił kielich do dna, po czym ustawiło na łbie swego konia, i zestrzelił. Następnie padł przed Szamowskim na kolana i prosił go o rękę córki.
Dobrze już podchmielony Szamowski przyrzekł Sołłohubowi dać córkę za żonę. Kiedy jednak po pewnym czasie porucznik wrócił po pannę tata odmówił. Tłumaczył Sołłohubowi, że to był tylko żart, że on kasztelan gostyński, nie może przecież wydać córki za ubogiego szlachcica.
Sołłohub wpadł w rozpacz i gniew. Zagroził że podpali dwór, a pannę porwie. Groził i prosił aż Szamowski zmiękł i zgodził się na ślub.

Drugie małżeństwo Sołłohuba z Konstancją z Kryszpinów-Kirszenszteinów, było nieudane. Związek został unieważniony w 1733 roku, przez sufragana żmudzkiego Aleksandra Horaina z racji nieobecności przy ślubie właściwego proboszcza. W lipcu 1734 skłóconych małżonków pogodził biskup wileński Michał Zienkiewicz i doprowadził do ponownego ślubu. Trzy lata później ponownie Sołłohub wniósł o rozwód. Przekupiony konsystorz wileński wydał pozytywną decyzję i skierował sprawę do Rzymu, gdzie 11 grudnia 1738 roku potwierdzono wyrok. Konstancja zobowiązała się, że nie wniesie apelacji i przyjęła w zamian 100 tys. złp.
Po unieważnieniu małżeństwa z Kryszpinową 13 czerwca 1739 roku, Sołłohub wziął cichy ślub w lipcu z wojewodzianką wileńską Teresą z Ogińskich, córką Kazimierza Dominika. Związek z Janem Michałem uwolnił Ogińską od poważnych kłopotów, bowiem po śmierci matki jej dobra zostały zagarnięte przez szwagrów. Sołłohub sprawnie odzyskał dobra. Tymczasem 21 sierpnia tego roku, korzystając ze wsparcia królowej Marii Józefy, wbrew umowie, jego była żona wniosła apelację w Rzymie od orzeczenia rozwodowego, co rozpoczęło uciążliwy i kosztowny proces. Sołłohubowi zabroniono mieszkać z nową żoną, a biskupa Zienkiewicza zawieszono w sprawowaniu czynności duchownych. Zakaz wspólnego mieszkania obowiązywał jeszcze w 1744 roku, a była żona oskarżał Sołłohuba w kurii rzymskiej o jego łamanie. Sprawa ciągnęła się w Rzymie w latach 1743–5, gdzie starał się poprzez Radziwiłłów o protekcję wpływowego w Watykanie pretendenta do tronu angielskiego Jakuba Edwarda Stuarta. Mimo anulowania małżeństwa, Konstancja do końca życia posługiwała się nazwiskiem i tytulaturą byłego męża.

## Odznaczenia
- Order Orła Białego – najwyższe odznaczenie państwowe. Odznaczony w 1732 roku.